# مقاطعة ترنوة
مقاطعة ترنوة (بالبلغارية: Област Велико Търново)‏ هي إحدى مقاطعات بلغاريا تقع في شمال بلغاريا. يُقدر عدد سكانها بـ 258,494 نسمة ومساحتها 4,662 كم2 .

## الموقع
موقع المقاطعة بين مقاطعات بلغاريا:

## المناخ
يظهر الجدول التالي التغييرات المناخية على مدار السنة لمقاطعة ترنوة:
| البيانات المناخية لـمقاطعة فليكو تارنوفو | البيانات المناخية لـمقاطعة فليكو تارنوفو | البيانات المناخية لـمقاطعة فليكو تارنوفو | البيانات المناخية لـمقاطعة فليكو تارنوفو | البيانات المناخية لـمقاطعة فليكو تارنوفو | البيانات المناخية لـمقاطعة فليكو تارنوفو | البيانات المناخية لـمقاطعة فليكو تارنوفو | البيانات المناخية لـمقاطعة فليكو تارنوفو | البيانات المناخية لـمقاطعة فليكو تارنوفو | البيانات المناخية لـمقاطعة فليكو تارنوفو | البيانات المناخية لـمقاطعة فليكو تارنوفو | البيانات المناخية لـمقاطعة فليكو تارنوفو | البيانات المناخية لـمقاطعة فليكو تارنوفو | البيانات المناخية لـمقاطعة فليكو تارنوفو |
| الشهر                                    | يناير                                    | فبراير                                   | مارس                                     | أبريل                                    | مايو                                     | يونيو                                    | يوليو                                    | أغسطس                                    | سبتمبر                                   | أكتوبر                                   | نوفمبر                                   | ديسمبر                                   | المعدل السنوي                            |
| ---------------------------------------- | ---------------------------------------- | ---------------------------------------- | ---------------------------------------- | ---------------------------------------- | ---------------------------------------- | ---------------------------------------- | ---------------------------------------- | ---------------------------------------- | ---------------------------------------- | ---------------------------------------- | ---------------------------------------- | ---------------------------------------- | ---------------------------------------- |
| متوسط درجة الحرارة الكبرى °م (°ف)        | 2.1 (35.8)                               | 5.7 (42.3)                               | 11.4 (52.5)                              | 18.6 (65.5)                              | 23.4 (74.1)                              | 27.0 (80.6)                              | 29.6 (85.3)                              | 29.8 (85.6)                              | 26.0 (78.8)                              | 19.4 (66.9)                              | 12.4 (54.3)                              | 5.1 (41.2)                               | 17.5 (63.5)                              |
| المتوسط اليومي °م (°ف)                   | −2.3 (27.9)                              | 0.7 (33.3)                               | 5.5 (41.9)                               | 12.1 (53.8)                              | 17.2 (63.0)                              | 20.7 (69.3)                              | 22.9 (73.2)                              | 22.4 (72.3)                              | 18.1 (64.6)                              | 12.4 (54.3)                              | 6.9 (44.4)                               | 0.9 (33.6)                               | 11.5 (52.7)                              |
| متوسط درجة الحرارة الصغرى °م (°ف)        | −6.8 (19.8)                              | −4.3 (24.3)                              | −0.2 (31.6)                              | 5.3 (41.5)                               | 10.0 (50.0)                              | 13.5 (56.3)                              | 15.2 (59.4)                              | 14.5 (58.1)                              | 10.7 (51.3)                              | 6.1 (43.0)                               | 2.4 (36.3)                               | −3.1 (26.4)                              | 5.3 (41.5)                               |
| المصدر: Stringmeteo.com                  |                                          |                                          |                                          |                                          |                                          |                                          |                                          |                                          |                                          |                                          |                                          |                                          |                                          |